# 罗马大学
罗马大学（義大利語：Sapienza - Università di Roma，正式名称为 Università degli Studi di Roma "La Sapienza"，英語：Sapienza University of Rome），是意大利罗马的一所国立综合性大学。约15世纪初开始有“Sapienza”（智慧）的别称，所以也译为罗马智慧大学。它是一所中世紀大學，也是羅馬歷史最悠久的大學。现有11个学院，63个系，60个各级图书馆和21个博物馆，先后有14位诺贝尔奖得主在此学习或任教，3位沃尔夫奖得主，2位美国建筑师学会金奖得主以及众多政商界人物。罗马大学于1303年由教宗博尼法斯八世创建，至今有700多年历史。1980－1990年代，罗马大学分出一部分设立罗马第二大学和罗马第三大学，为了同这两个大学作区分，它亦称罗马第一大学。
自建校以来，罗马大学在古典學、文化遗产、考古学、歷史學、物理学和天体物理、医学、心理学、法学等领域具有卓越声望。在2021年QS世界大学专业排名中，它的学术总体声望排名世界第70位，在2021年QS世界大学学科排名中，罗马大学共有21个学科进入世界前100位，在古典学与古代史领域排名世界第1，考古学领域排名第10，物理学排名第41，语言学排名第55，牙科排名第50-61，艺术与人文第65，建筑、土木工程、计算机科学、牙科、历史、法律、数学、现代语言、机械工程、药学与药理学、统计学、神学进入世界前100位；在2021年U.S. News全球大學排行榜中，罗马大学在物理学领域排名世界第19，数学排名世界第32，土木工程排名世界第42，医学排名世界第51。
罗马大学拥有一百多座教学楼，有约三分之一分布在罗马的大学城（Città universitaria di Roma）中，其余的教学楼分布在罗马的各个地区，由不同学院使用。罗马大学为全歐洲學生註冊人數最多的大学（若包含遠距離教學則為第三大），学生人数达111,000人。
校徽为一个六翼智天使，下方注有罗马大学最古老的拉丁文名称“STUDIUM URBIS”，URBIS是城，指代「那個城市」，即羅馬。。

## 历史
1303年4月20日，教宗博義八世（波尼法爵八世）發佈教宗詔書《獨一至聖》，在梵蒂冈城墙外的特拉斯提弗列地区設立羅馬大學Studium Urbis，招揽名贤，用以加强教廷与世界各地到访罗马的学者们的联系。罗马大学逐渐发展，获得声望并得到罗马地方政府的支持。
到了1431年，教宗恩仁四世進行徹底改組，授予教師和學生廣泛的特權，並下令大學成立法律，醫學，哲學和神學的四所學院。為籌集辦學經費，開徵葡萄酒新稅。這筆錢被用來納沃納廣場旁邊的Sant’Eustachio一處地產，即大學1935年前的校區智慧宮的所在地。同一時期的文件中使用了“Sapientia”（智慧）一詞來表示Studium Urbis以及附近的學校和學院。Sapientia/Sapienza一詞漸漸成為學校的名稱。
1527年羅馬之劫時，大學被迫關閉，部分教師和學生被查理五世野蛮的神圣罗马帝国軍隊殺死。直至1534年，才由教宗保祿三世復校。
16世纪初，著名的文艺复兴家族佛罗伦萨的美迪奇家族的支持推动了罗马大学的发展，洛伦佐·德·梅迪奇的儿子，教皇利奥十世（洛伦佐·德·梅迪奇之子）、教皇克莱门特七世大力推动了罗马大学的发展，全面赞助了大学在人文、艺术和科学领域的发展，召集了欧洲各地的著名学者到罗马大学讲学。文艺复兴时期，罗马大学成为欧洲文化和科学的重要中心，如1587年，伽利略带着关于固体重心计算法的论文到访罗马大学，与著名数学家和历法家C.克拉维乌斯教授交流，人体解剖学先驱巴托罗梅奥·埃乌斯塔基奥也任教于罗马大学，1592年生理学家安德烈亚·切萨尔皮诺在罗马大学发现了血液循环的证据。
1660年，罗马大学搬到位于Corso Rinascimento的新址由著名建筑师博罗米尼设计的圣依华堂。1670年，亚历山大七世在圣依华堂内创立亚历山大图书馆（Alexanderine Library），即如今的意大利国家档案馆。当时，教皇将教廷学者派往巴尔干半岛、希腊、埃及和阿拉伯地区，以获取抄本、书籍、外语文献和语法。在18世纪中叶，教皇本笃十四世引入了诸如实验物理学，化学和高等数学等新的学科，将学位课程从三门提升到了五门：法律，医学和外科，艺术和哲学以及语言。本笃十四世为大学增加了科学设备等资源。
1789年，法国大革命的精神传到罗马，罗马大学的一些进步教授和学生试图通过建立国家科学和艺术学院为大学提供新的设置，并使教学变得更具文化自主性，但均未成功。 
1870年義大利王國军队佔領羅馬，天主教廷退居梵蒂岡城。伯萨列里之战（Bersaglieri）宣告了意大利统一，羅馬大學為義大利王国所有。罗马大学开始了一段重要的改革时期，哲学家和教育家泰伦齐奥·马米亚尼（Terenzio Mamiani）推动了罗马大学向现代欧洲思想的新潮流进一步开放。
第一次世界大战临近之际，意大利加入协约国阵营，罗马大学中再次出现反德国示威游行，为了缓解冲突，校长阿尔贝托·托内利（Alberto Tonelli）被迫停课并关闭大学。战争给大学的生活留下了深刻的烙印。
1922年，墨索里尼内阁执政，法西斯主义加强了对大学的渗透。1931年，法西斯政府下令，罗马大学所有教授必须宣誓效忠法西斯，对那些拒绝的人处以撤职停课的惩罚。在1200名意大利教授中，只有12名教授有勇气拒绝宣誓。罗马大学的基督教历史教授Ernesto Buonaiuti、东方研究教授Giorgio Levi della Vida、数学和物理学教授Vito Volterra、古代历史教授Gaetano De Sanctis拒绝宣誓并被当局撤职。随着政治和学术风气的恶化，很多罗马大学教授前往美国。1938年，罗马大学物理学教授恩里科·费米在获得诺贝尔奖后迅速携家眷逃往美国。
1935年法西斯黨獨裁時期羅馬大學遷至馬切羅·皮亞琴蒂尼設計的大學城。這類建築是簡化的新古典主義風格，因墨索里尼喜愛而被稱為法西斯主義建築。校名中的Sapienza作為地理名稱遭到捨棄。
1960年代的學生運動浪潮中，政見不同的學生發生了暴力衝突。1966年4月27日，左翼學生Paolo Rossi在文哲學院前的樓梯上死亡。引起了廣泛抗議，校長Ugo Papi被迫辭職。1969年意大利政府在壓力下放寬了國立大學入學條件。
1980年校名中的Sapienza被恢復，同時義大利設立罗马第二大学，1992年設立罗马第三大学。

## 近年排行
根據2021年QS世界大学排名，該校综合排名171。其中古典學與古代史科系排名世界第1，考古学排名世界第10，物理学排名第41，语言学排名第55，牙科排名第50-61，艺术与人文第65。

## 著名校友

### 政治与商业
- 马里奥·德拉基，意大利银行家，经济学家，曾任意大利银行（Banca d'Italia）行长，欧洲央行行长。2021年任意大利总理。
- 塞尔焦·马塔雷拉，意大利政治家，2015年2月3日至今就任意大利总统。
- 泽维·贾鲍京斯基（1880－1940），毕业于罗马大学法学系，犹太复国主义领导人、犹太复国主义修正派的鼻祖、作家、诗人、演说家、军人和敖德萨犹太自卫组织的创始人。
- 朱塞佩·孔特，意大利律师，法学教授，2018年6月1日至今就任意大利总理。
- 切薩雷·波吉亞（1476-1507），教宗亞歷山大六世的私生子，「毒药公爵」，文藝復興時期著名的樞機主教及軍事將領。
- 程思远（1908年9月17日－2005年7月28日），中国政治人物，1934年赴罗马大学留学，获政治学博士学位。曾任中华人民共和国第七届全国政协副主席、第八届至第九届全国人大常委会副委员长。
- 弗蘭科·莫迪利安尼 ，1985年因提出提出储蓄的生命周期假设成为諾貝爾經濟學獎得主。
- 卢卡·克劳德洛·迪·蒙特泽莫罗，意大利企业家，菲亚特公司主席，前法拉利公司主席，他来自一个皮埃蒙特的旧贵族家庭。
- 費德麗卡·墨格里尼，義大利政治家，現任歐洲聯盟委員會副主席、歐洲聯盟委員會外交和安全政策高級代表。

### 人文与艺术
- 加布里埃尔·邓南遮：唯美主义诗人，剧作家，冒险家，意大利民族主义者。曾率领2000人占领阜姆。著有《死亡的胜利》、《火》、《无辜者》等。
- 乔治·阿甘本，意大利当代政治哲学家，以其探讨例外状态（State of exception）和牲人（homo sacer）的著作闻名。
- 朱塞佩·图齐，欧洲藏学研究和东方学研究的奠基人，在语言学、音韵学、喜马拉雅艺术等领域具有杰出建树，通晓梵语、孟加拉语、巴利语、普拉克里特诸语言、汉语、藏语，可熟练运用十多种语言。20世纪初曾前往西藏进行长期调研。
- 保羅·馬蒂爾（Paolo Matthiae），意大利考古学家，两河流域考古专家，1974年发现艾布拉文书（Ebla tablets），该文书推进了楔形文字被破译。
- 劳拉·比亚焦蒂（Laura Biagiotti），时装设计师。毕业于罗马大学考古系，后继承母业成为时装设计师，擅长以丝绸和柔软织物设计时装，有"donna bambola"和"Queen of Cashmere"之称。她是第一位獲得歐洲女性大獎和马可波罗奖的設計師。
- 路伊吉·皮藍德羅（Luigi Pirandello，1867－1936），義大利劇作家、小說家，1934年諾貝爾文學獎獲得者。
- 贝纳多·贝托鲁奇，著名编剧、导演。代表作《末代皇帝》、《巴黎最后的探戈》、《戏梦巴黎》。《末代皇帝》获1987年奥斯卡最佳影片及最佳导演等九项大奖，曾获金棕榈奖终身成就奖。
- 卡洛·维尔多内（Carlo Verdone），电影编剧、导演。代表作《绝美之城》、《麻烦您啦》、《奢华奇妙之旅》。
- 馬切洛·馬斯楚安尼，演员。获得金球奖最佳男演员、戛纳电影节影帝、威尼斯电影节影帝和欧洲电影学院终身成就奖。

### 数学与科技

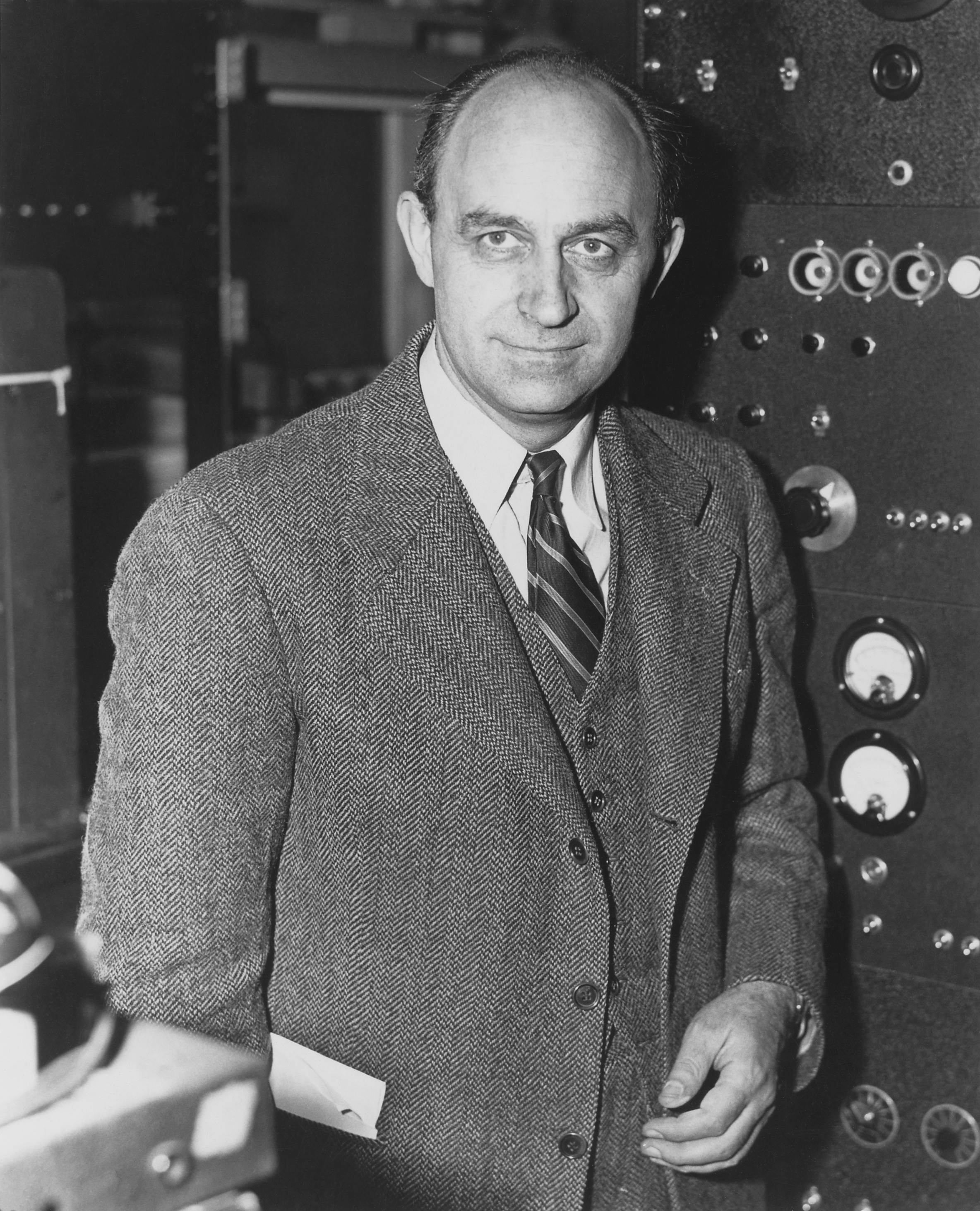
恩里科·費米

- 乔治·帕里西（Giorgio Parisi，1948年8月4日－），意大利理论物理学家，研究领域为量子场论，统计力学和复杂系统。1970年毕业于罗马大学物理系，由 Sidney David Drell 介绍给李政道并受其指点，1981年起任罗马大学理论物理系教授。意大利猞猁之眼国家科学院院士，法国科学院的外籍院士和美国国家科学院院士。2021年获诺贝尔物理学奖和沃尔夫物理奖[17]。
- 埃萬傑利斯塔·托里切利（又譯托里拆利，1608－1647），義大利物理學兼數學家，伽利略的最後的學生，以發明水银氣壓計和发现托里切利定律而聞名。氣壓單位托（torr）以他的名字命名。
- 维多·沃尔泰拉，意大利数学家与物理学家，他是泛函分析及积分方程相关理论的主要创始人之一，提出伏尔特拉捕食模型。1900-1931年在罗马大学任教，担任数学物理系主任。
- 古列尔莫·马可尼，意大利工程师，“无线电之父”，诺贝尔物理学奖得主。1935-1937年在罗马大学执教。
- 恩里科·費米，物理学家，诺贝尔物理学奖得主，美籍意大利裔犹太人。先后求学、任教于罗马大学，是罗马大学理论物理的首席教授，在罗马大学期间，他取得了费米的β衰变理论、费米相互作用、费米寿命方程等重要成就，组建研究团队「帕尼斯贝尔纳路少年团」（Via Panisperna boys）并培育大批人才。他對量子力學、核物理、粒子物理以及統計力學都做出了傑出貢獻，被称为“原子弹之父”，是塞格雷、張伯倫、弗里德曼、楊振寧、李政道等科学家、诺贝尔奖得主的老師。
- 埃米利奥·吉诺·塞格雷：物理学家，诺贝尔物理学奖得主。
- 达尼埃尔·博韦（1907－1992）是一位瑞士裔的意大利药理学家。1957年，因在肌肉松弛方面的进展和首次合成抗组胺的成就被授予诺贝尔生理学或医学奖。
- 汉斯·阿尔布雷希特·贝特（Hans Albrecht Bethe）是一位德国出生的美国物理学家，从事量子物理学工作。 1930-1931年受洛克菲勒基金会资助，在罗马大学物理研究所求学，受教于费米。1932年与费米合写论文《论两个电子间的相互作用》（德语：Über die Wechselwirkung von Zwei Elektronen）。后受奥本海默之邀加入曼哈顿计划。1967 年获得诺贝尔物理学奖。
- 恩尼奥·德乔吉（1928-1996)，意大利数学家。1990年因對偏微分方程及變分法的創新主意及基礎性成就，获得沃尔夫数学奖。
- 埃托雷·馬約拉納，意大利物理学家。22岁便进入罗马大学物理系费米领导的物理研究小组“Via Panisperna boys”，馬約拉納是微中子質量研究的先驅，提出馬約拉納方程，Majorana中微子（天使粒子）、馬約拉納费米子作用量等即以他的名字命名。在32岁时离奇失踪。
- 瑪麗亞·蒙特梭利，意大利医生，教育家。1896年在罗马大学毕业，蒙台梭利教育法的创始人。
- 翁贝托·吉多尼，（Umberto Guidoni）（1954年-现在）是意大利天体物理学家，科学作家，欧空局宇航员，第一个访问国际空间站的欧洲人。他是两次NASA航天飞机飞行任务的资深人士。

### 工程与建筑
- 莉娜·波·巴蒂（Lina Bo Bardi），毕业于罗马大学建筑系，意大利杰出的建筑师。后移居米兰创办工作室，参与编辑杂志。后移居巴西，在巴西圣保罗等城市有重要的建筑作品，被誉为以一己之力促成拉美建筑现代化的建筑师。其丈夫Pietro Maria Bardi 是一位艺术史学家，为圣保罗美术馆创办者和首任艺术总监。
- 马西米拉诺·福克萨斯（Massimiliano Fuksas），意大利建筑师。设计有米兰新会展中心（2002~2005）、法拉力总部（ 2001~2003）、意大利国会大厦。（1998~2008）、香港和上海的Armani旗舰店、位于上海浦东的国际贸易中心以及深圳宝安国际机场T3航站楼等。
- 布鲁诺·赛维（1918年1月22日－2000年1月9日）毕业于罗马大学建筑系，并留校任教。是意大利建筑师、建筑评论家、建筑史学家。师从格罗皮乌斯，著有《现代建筑语言》。
- 曼弗雷多·塔夫里（Manfredo Tafuri， 1935—1994）毕业于罗马大学建筑系，意大利最杰出的建筑史学家、理论家之一。创办包括CASA BELLA在内的多种杂志。1968 年出版其第五本著作《建筑学的理论与历史》引发轰动。
- 卡洛·艾莫尼诺（Carlo Aymonino）毕业于罗马大学建筑系，是著名法西斯建筑师Marcello Piancetini的侄子。战后意大利著名建筑师和教育家，新理性主义建筑师。1976年担任威尼斯建筑大学校长，创办该校建筑批评和历史分析专业。荣休后任罗马古迹委员会委员。
- 莱昂纳多·本奈沃洛（1923年9月25日－2017年1月5日）是意大利建筑师、规划师和历史学家。他视野广阔，写作严谨，是20世纪后半叶最重要的建筑与城市历史学家之一。
- 皮埃尔·路易吉·奈尔维（Pier Luigi Nervi），是二十世纪最杰出的结构工程师和建筑师之一，因为对混凝土技术、薄壳结构（thin-shellstructure）、钢丝网混凝土、混凝土工程预制构件等进行了一系列的创新应用，奈尔维又被称为“混凝土诗人”，后执教于罗马大学建筑系，曾执掌哈佛大学诺顿教席（The Charles Eliot Norton Professorship），荣获1964年AIA建筑金奖和英国皇家建筑学会金奖。

## 校区

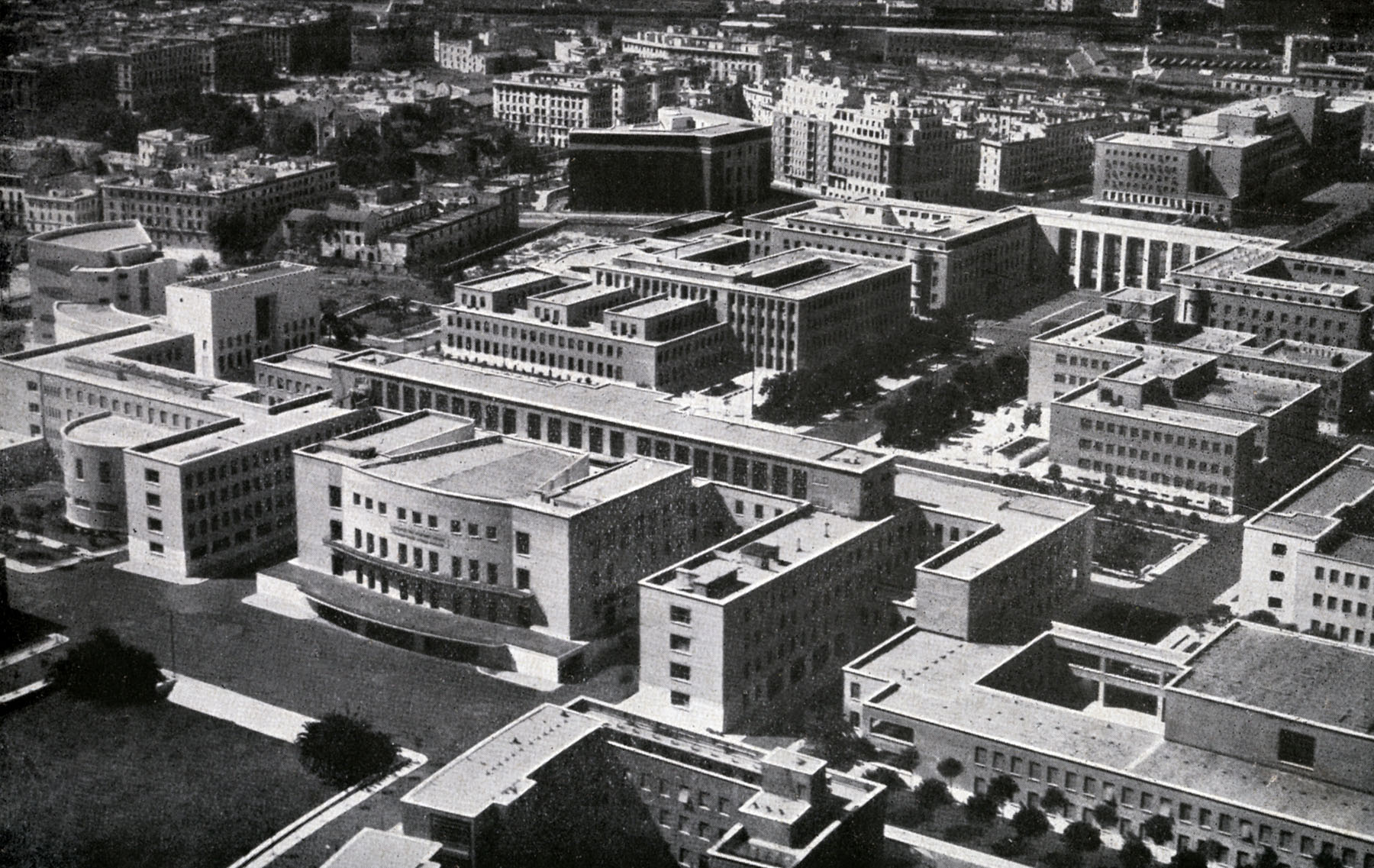
1935年建造的大學城 (Città universitaria)，1938年攝

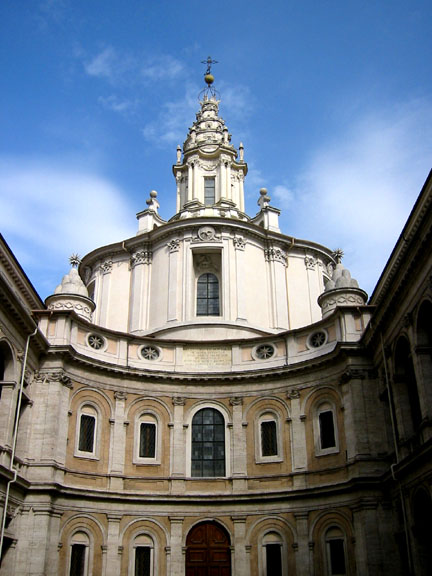
智慧宫 (Palazzo della sapienza)，16世紀 - 1935年的校址

罗马大学共有7个校区，拥有大學城校区作为主校区，并在拉齐奥大区拥有5个校区，以及在阿根廷首都布宜诺斯艾利斯有1个校区。

### 大學城
建於20世紀30年代，在法西斯時期，由一群意大利理性主義建築師法西斯風格代表人物Marcello Piacentini的監督下建造。大學城是墨索里尼都市更新計畫的一部分，在這一階段羅馬興建了大量此類建築，包括EUR區和忒米尼車站。和忒米尼車站一樣，直到戰後第二期工程才結束。後者以理性主義風格為主。大學城於1935年3月31日在維克托·艾曼紐三世國王面前揭幕。
大學城主入口位於Piazzale Aldo Moro（原Piazzale delle Scienze），5號，西鄰義大利空軍司令部。北鄰翁貝托一世醫院。進入正門後走入密涅瓦廣場piazzale della Minerva上的青銅雕像是古羅馬司智慧與戰爭的女神密涅瓦（相當於古希臘的雅典娜），雕像是Arturo Martini的作品，放置在水池內的基座頂部。雕像位於主樓前面，主樓正面是Marcello Piacentini的典型作品。主樓正面為校長室，亞歷山大圖書館和大會議廳，罗马大学亞歷山大圖書館是意大利规模最大、藏品最丰富的古文献图书馆。右側是Palazzo di Lettere，它是文史院系的主要所在地，而在左側是Palazzo di Giurisprudenza，那裡是法學，政治學和統計科學學院所在地。密涅瓦廣場右側是由GiòPonti創建的數學系樓，建於1934年，密涅瓦廣場左側是地球科學系，是地質科學和自然科學系的所在地。在大學城內還有幾個酒吧，裕信銀行和郵局，有許多圖書館和博物館向公眾開放。另有一間教堂，託付給耶穌會的牧師。

### 其他校区
- 奇维塔韦基亚校区（Civita Vecchia): 奇维塔韦基亚学部（Polo Universitario di Civitavecchia）。
- 拉蒂纳校区（Latina）: 拉蒂纳学部（Polo Universitario di Latina）
- 波梅齐亚校区 (Pomezia): 波梅齐亚学部（Polo Universitario di Pomezia）
- 列蒂校区 (Rieti): 在Sabina Universitas内部。
- 布宜諾斯艾利斯校区（阿根廷）: 经济学院布宜諾斯艾利斯校区（Facoltà di Economia – Sede di Buenos Aires）。

## 配套设施

### 教堂

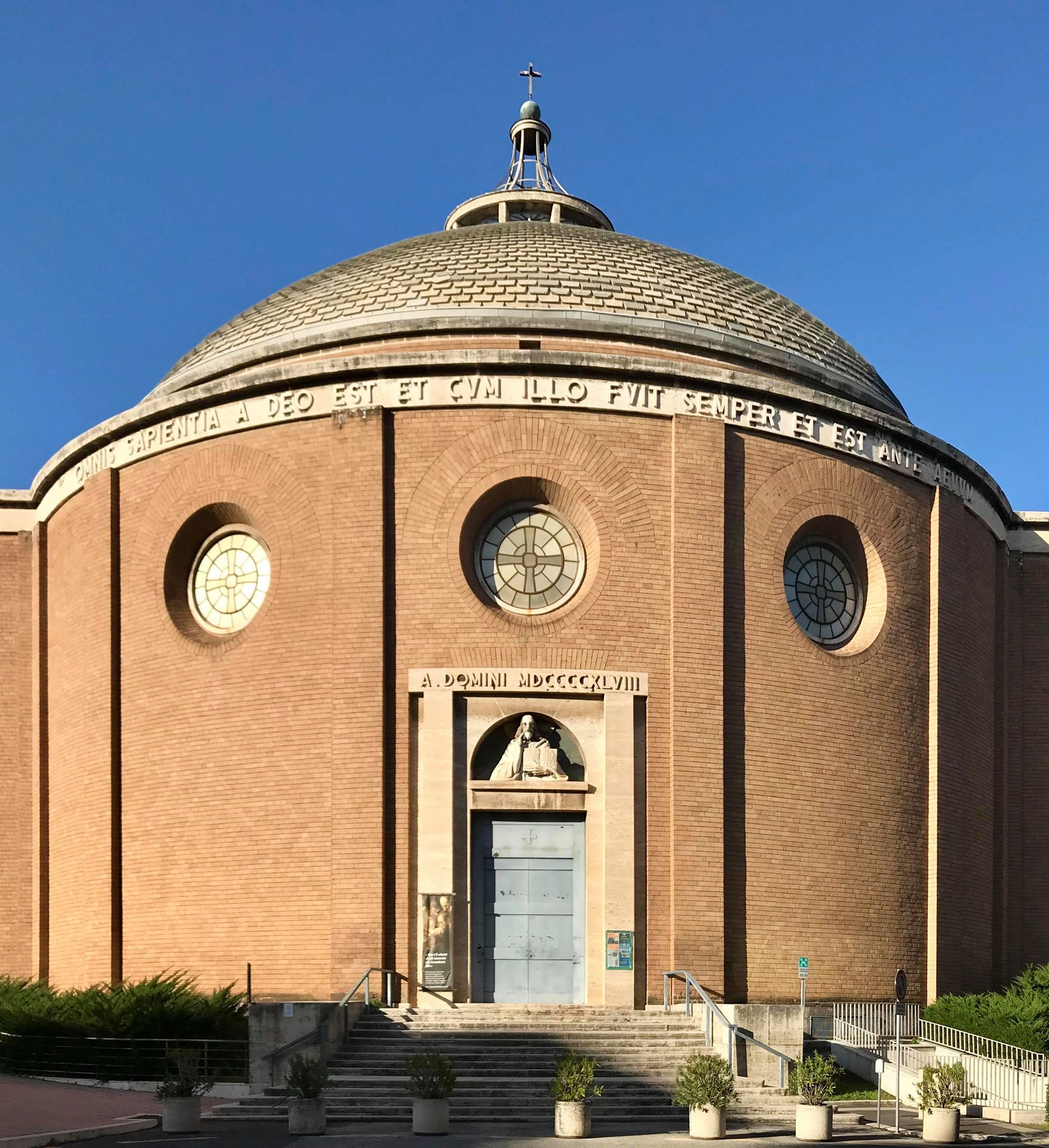
Chiesa della Divina Sapienza

大学城内设有Divina Sapienza教堂。

### 体育中心
罗马大学的运动场馆由Centro di servizi SapienzaSport统一管理。

### 博物馆
罗马大学拥有21个博物馆和大量藏品，有Polo museale统一管理，其中包括具有杰出的历史艺术和技术科学价值的收藏品，这些收藏品由古代科学发现，样品，仪器和文本组成，包括无数高价值的独特作品，这些作品经常为过去的大师遗赠。
- 比较解剖博物馆
- 病理解剖博物馆
- 伊特鲁里亚和古意大利古物博物馆
- 人类学博物馆
- 古典艺术博物馆
- 当代艺术博物馆
- 采矿艺术品和矿床博物馆
- 化学博物馆
- 植物标本博物馆
- 物理学博物馆
- 液压系统博物馆
- 商业博物馆
- 植物园
- 人类起源博物馆
- 地球科学博物馆
- 医学史博物馆
- 埃及和近东博物馆
- 动物学博物馆

## 院系设置
罗马大学分为11个学院，1个研究院：
- 建筑学院
- 经济学院
- 医药学院
- 法学院
- 工业与民用建筑学院
- 信息与数据科学学院
- 文哲学院
- 口腔医学院
- 精神医学院
- 数学，物理和自然科学学院
- 政治与社会学院
- 航空航天工程研究院

### 建築學院
建築學院成立于1920年，是意大利成立的第一所建筑学院。
- Borghese區：Piazza Borghese, 9
- Flaminia區：Via Flaminia, 70
- Gianturco區：Via E. Gianturco, 2
- Gramsci區(Giulia別墅)Via A. Gramsci, 53。中央建筑图书馆所在地，是意大利规模最大的建筑领域图书馆。

### 文哲學院

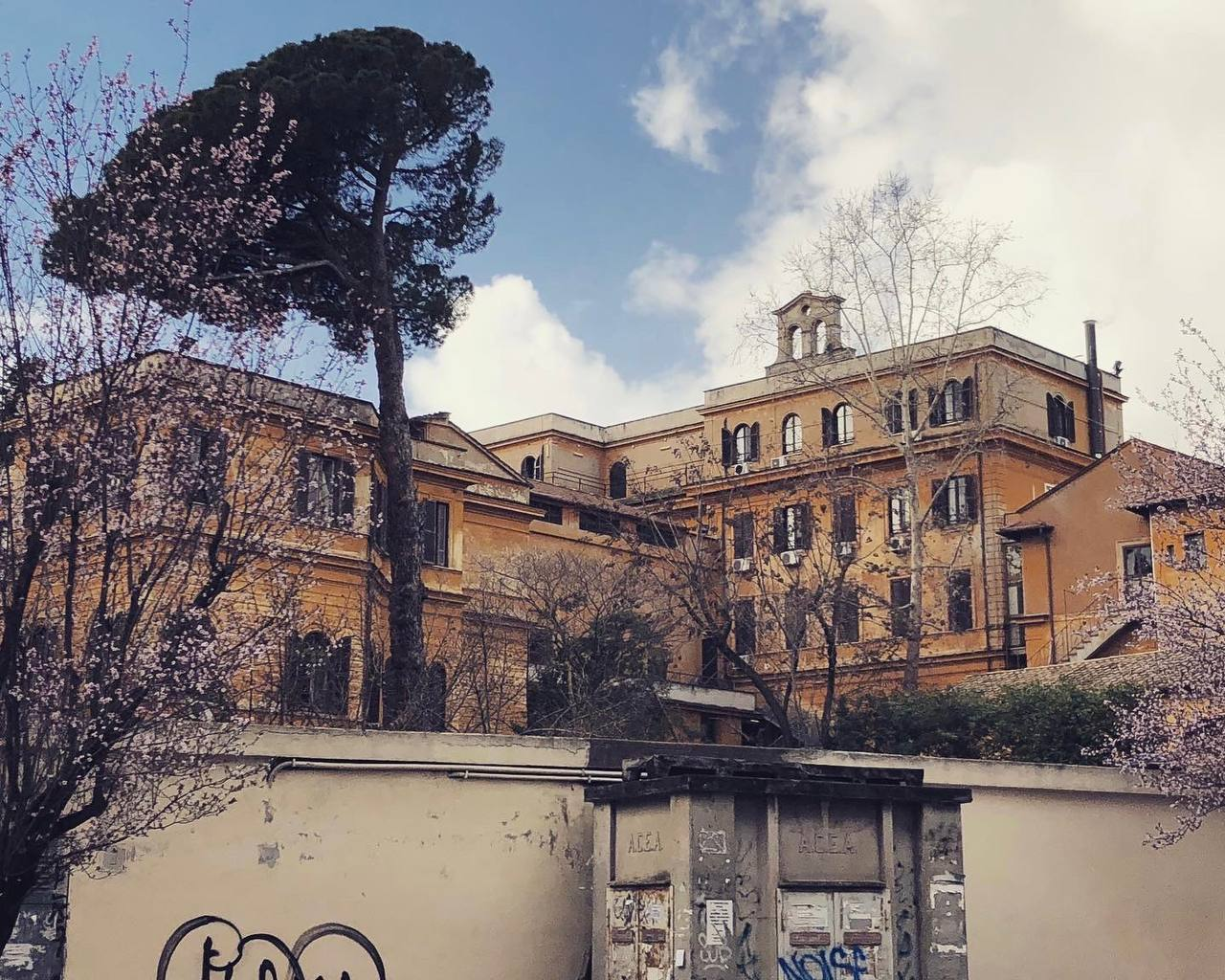
米拉菲奧里別墅

总部位于米拉菲奥里别墅（Villa Mirafiori）。由于2010年底大学的结构重组，该学院取代了以前的哲学，人文，人文和东方研究学院。
- 馬可波羅樓（前郵局Ex Poste）：Via Circonvallazione Tiburtina，4。於2017年11月24日落成，設有歐洲，美國和跨文化研究所，大學語言中心和東方研究所。
- Ex Vetrerie Sciarra：Via dei Volsci, 122
- Villa Mirafiori：Via Carlo Fea, 2。曾是義大利國王維克托·艾曼紐二世的情婦，冷泉和米拉菲奧里女伯爵Rosa Teresa Vercellana的羅馬別墅，為新文藝復興風格，建於1874-1878年，1980年移交羅馬大學。用作哲學系，俄語和北歐語言系教學樓。
- 心理學系 - Via dei Marsi，78
- 護理學系 -  Arcispedale di Santo Spirito in Saxia, Lungotevere in Saxia 1

### 药妆与药學院
意大利药学重要的研究机构，由9个系组成。

### 药學院
源于中世纪教皇国的药房研究，1808年列入罗马教会学院（l'Archiginnasio Romano）的课程，1872年正式设立罗马大学药学系。

### 土木工程与工业學院

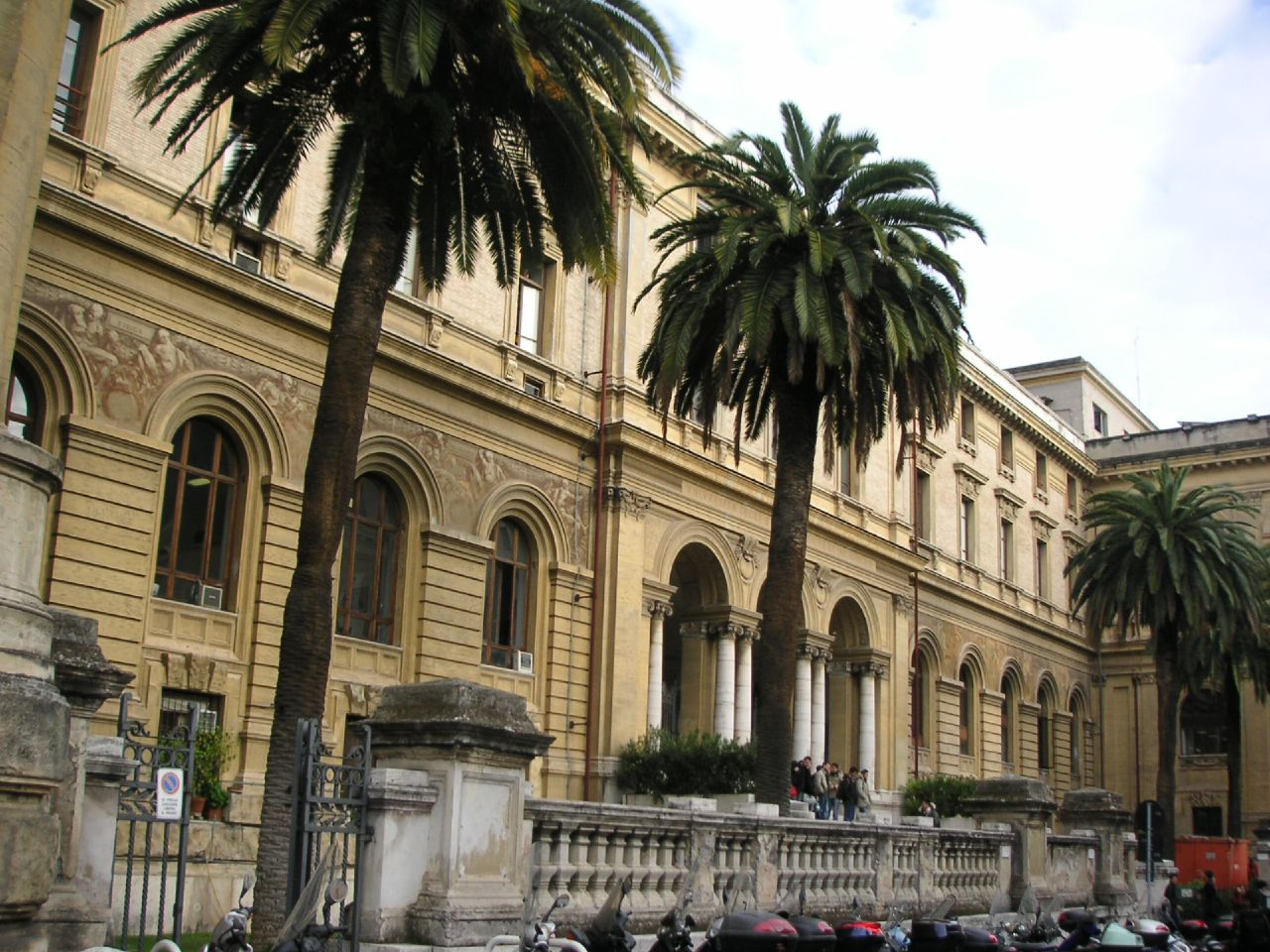
工科楼

第一所工程学院诞生于1817年10月23日罗马教皇庇护七世的法令“水和道路公共工程的管理规定”；模仿欧洲两所最著名的工程学校维也纳理工学院和巴黎理工学院设的模式创建的。研究领域涵盖交通运输、轨道、安全工程等领域。
- 工科樓。地址：Via Eudossiana, 18。毗邻鬥獸場和圣伯多禄锁链堂，在庇护七世的命令下建於1817年。
- Scarpa校區。Via A. Scarpa, 14, 毗鄰經濟學院。

### 信息工程、计算机科学与统计學院
它于2010年11月1日诞生，是由计算机科学和信息工程领域的工程与数学，物理和自然科学学院与先前的统计科学学院合并而成。有4个部门。

### 经济學院
经济学院成立于1906年，旨在培训公职人员，位于大学城外，地址为del Castro Laurenziano 9。

### 法學院
法学院是罗马大学最古老的学院，它是在1303年大学诞生的同时成立的。在文艺复兴时期，它成为民法、刑法领域的中心。该学院至今仍是欧洲法律研究领域的重要机构。

### 社會和傳播學院
- Via Salaria，113
- 位於Via Principe Amedeo，184的前軍營的一些教室。

## 軼聞
傳說和校內的密涅瓦女神對視後會導致無法畢業。義大利的大學大多有類似迷信，比如米蘭學生沒畢業不能登米蘭大教堂，博洛尼亞學生不能登雙塔。

## 外部連結
- （意大利文） 官方网站
- （英文） 官方网站